# Santa Cruz (Chile)
Santa Cruz é uma comuna da província de Colchagua, localizada na Região de O'Higgins, Chile. Possui uma área de 419,5 km² e uma população de 32.387 habitantes (2002).

## Esportes
A cidade de Santa Cruz possui um clube no Campeonato Chileno de Futebol, o Club de Deportes Santa Cruz que joga de mandante no Estádio Municipal Joaquín Muñoz García.